# Graeme Townshend
Graeme Scott Townshend, född 23 oktober 1965, är en jamaicansk-kanadensisk före detta ishockeytränare och professionell ishockeyspelare som tillbringade fem säsonger i den nordamerikanska ishockeyligan National Hockey League (NHL), där han spelade för Boston Bruins, New York Islanders och Ottawa Senators. Han producerade tio poäng (tre mål och sju assists) samt drog på sig 28 utvisningsminuter på 45 grundspelsmatcher.
Townshend spelade också för Maine Mariners, Capital District Islanders och Prince Edward Island Senators i American Hockey League (AHL); Houston Aeros, Minnesota Moose och Utah Grizzlies i International Hockey League (IHL) samt RPI Engineers i National Collegiate Athletic Association (NCAA).
Han blev aldrig draftad av någon NHL-organisation.
Townshend var tränare för Macon Whoopee i CHL (1999-2001) och Greensboro Generals i ECHL (2001-2002) och teknik/skridskotränare för NHL-organisationerna San Jose Sharks (2003-2008) och Toronto Maple Leafs (2008-2012).

## Statistik
| 1984–1985   | Mimico Monarchs               | OHA-B       | 35  | 22 | 22 | 44  | 93  | 25 | 14 | 11 | 25 | —  |
| 1985–1986   | RPI Engineers                 | NCAA        | 29  | 1  | 7  | 8   | 52  | —  | —  | —  | —  | —  |
| 1986–1987   | RPI Engineers                 | NCAA        | 29  | 6  | 1  | 7   | 56  | —  | —  | —  | —  | —  |
| 1987–1988   | RPI Engineers                 | NCAA        | 32  | 6  | 14 | 20  | 64  | —  | —  | —  | —  | —  |
| 1988–1989   | RPI Engineers                 | NCAA        | 31  | 6  | 16 | 22  | 62  | —  | —  | —  | —  | —  |
|             | Maine Mariners                | AHL         | 5   | 2  | 1  | 3   | 11  | —  | —  | —  | —  | —  |
| 1989–1990   | Boston Bruins                 | NHL         | 4   | 0  | 0  | 0   | 7   | —  | —  | —  | —  | —  |
|             | Maine Mariners                | AHL         | 64  | 15 | 13 | 28  | 162 | —  | —  | —  | —  | —  |
| 1990–1991   | Boston Bruins                 | NHL         | 18  | 2  | 5  | 7   | 12  | 10 | 7  | 8  | 15 | 8  |
|             | Maine Mariners                | AHL         | 64  | 15 | 13 | 28  | 162 | —  | —  | —  | —  | —  |
| 1991–1992   | New York Islanders            | NHL         | 7   | 1  | 2  | 3   | 0   | —  | —  | —  | —  | —  |
|             | Capital District Islanders    | AHL         | 61  | 14 | 23 | 37  | 94  | 4  | 0  | 2  | 2  | 0  |
| 1992–1993   | New York Islanders            | NHL         | 2   | 0  | 0  | 0   | 0   | —  | —  | —  | —  | —  |
|             | Capital District Islanders    | AHL         | 67  | 29 | 21 | 50  | 45  | 2  | 0  | 0  | 0  | 0  |
| 1993–1994   | Ottawa Senators               | NHL         | 14  | 0  | 0  | 0   | 9   | —  | —  | —  | —  | —  |
|             | Prince Edward Island Senators | AHL         | 56  | 16 | 13 | 29  | 107 | —  | —  | —  | —  | —  |
| 1994–1995   | Houston Aeros                 | IHL         | 71  | 19 | 21 | 40  | 204 | 4  | 0  | 2  | 2  | 22 |
| 1995–1996   | Minnesota Moose               | IHL         | 3   | 0  | 0  | 0   | 0   | —  | —  | —  | —  | —  |
|             | Houston Aeros                 | IHL         | 63  | 21 | 11 | 32  | 97  | —  | —  | —  | —  | —  |
| 1996–1997   | Houston Aeros                 | IHL         | 74  | 21 | 15 | 36  | 68  | 3  | 0  | 0  | 0  | 2  |
| 1997–1998   | Utah Grizzlies                | IHL         | 1   | 0  | 0  | 0   | 0   | —  | —  | —  | —  | —  |
|             | Houston Aeros                 | IHL         | 1   | 0  | 0  | 0   | 0   | —  | —  | —  | —  | —  |
|             | Lake Charles Ice Pirates      | WPHL        | 68  | 43 | 44 | 87  | 67  | 4  | 0  | 4  | 4  | 14 |
| 1998–1999   | Lake Charles Ice Pirates      | WPHL        | 60  | 28 | 29 | 57  | 113 | 11 | 7  | 3  | 10 | 12 |
| NHL totalt  | NHL totalt                    | NHL totalt  | 45  | 3  | 7  | 10  | 28  | —  | —  | —  | —  | —  |
| AHL totalt  | AHL totalt                    | AHL totalt  | 299 | 92 | 81 | 173 | 538 | 8  | 2  | 2  | 4  | 4  |
| IHL totalt  | IHL totalt                    | IHL totalt  | 213 | 61 | 47 | 108 | 369 | 7  | 0  | 2  | 2  | 24 |
| WPHL totalt | WPHL totalt                   | WPHL totalt | 128 | 71 | 73 | 144 | 180 | 15 | 7  | 7  | 14 | 26 |
| NCAA totalt | NCAA totalt                   | NCAA totalt | 121 | 19 | 38 | 57  | 234 | —  | —  | —  | —  | —  |